# MeloDuende guitars
MeloDuende Guitars est une marque française de guitares et basses créée en 2009. Ses ateliers se situent en Bourgogne (France)
La marque a la particularité d'utiliser des caisses en aluminium pour la fabrication de ses modèles.

## Histoire
Le projet MeloDuende est né dans un atelier de mécanique de précision à  Semur-en-Auxois en Côte d'Or.
Passionnés de lutherie et du travail réalisé par James Trussart, Jérémy Sachoux demande à son père Patrick Sachoux de fabriquer un modèle de guitare électrique en métal au sein de l'entreprise familiale. C’est dans les années 1990 que le premier prototype voit le jour. À l’origine en inox, la guitare MeloDuende fut rapidement élaborée en aluminium. À la suite du décès de Patrick, le projet MeloDuende fut arrêté.
Quinze ans plus tard, le projet fut relancé pour devenir un atelier dédié exclusivement à la création de guitares en aluminium. La première guitare produite par la marque fut réalisée par l'entreprise Auxois Mécanique Générale en octobre 2009.
En mars 2015, l'équipe de Meloduende Guitars était constituée de Jérémy Sachoux au poste de commercial, Bertrand Dufour à la fabrication et création, et Cédric Dufour en sous-traitance à la mise en forme des modèles en prévisualisation 3D. À la suite de l'arrivée de Bertrand maîtrisant la soudure sur aluminium, l'entreprise investit dans les outils nécessaires, afin de réaliser un maximum d'étapes à l'atelier : soudure, montage, câblage, peinture, finitions. Seules les plus grosses pièces, nécessitant un outillage spécial, restent en fabrication chez Auxois Mécanique Générale.
Début 2018, Bertrand Dufour a repris les rênes de l'entreprise après le départ de Jérémy Sachoux. Depuis, la marque oriente son savoir-faire vers la fabrication du sur mesure.

## Artistes ou groupes jouant (ou ayant joué) avec des modèles MeloDuende
Liste non exhaustive des artistes utilisant les guitares de la marque :
- CC, Shaka Ponk[5]
- Nikko[6], Eiffel, Dolly
- Yodélice
- Victoire Buffet
- Laurent Kebous, les hurlements d'léo
- Joe Duplantier, Gojira
- Serge Teyssot-Gay[7]
- Manu Eveno et Benjamin Violet, Tryo
- Nicola Sirkis, Indochine
- Yann Stefani, skip the use
- Johnny Hallyday[8]
- John Butler
- Xavier Zolli, Aloe Blacc
- Scott Holiday (en), Rival Sons